# Округ Потер (Јужна Дакота)
Округ Потер (енгл. Potter County) је округ у америчкој савезној држави Јужна Дакота.

## Демографија
По попису из 2010. године број становника је 2.329, што је 364 (-13,5%) становника мање него 2000. године.
| Група             | 2000.         | 2010.         |
| Белци             | 2.640 (98,0%) | 2.260 (97,0%) |
| Афроамериканци    | 0 (0,0%)      | 3 (0,1%)      |
| Азијати           | 5 (0,2%)      | 8 (0,3%)      |
| Хиспаноамериканци | 5 (0,2%)      | 17 (0,7%)     |
| Укупно            | 2.693         | 2.329         |